# Mardinia ferrealis
Mardinia ferrealis är en fjärilsart som beskrevs av George Francis Hampson 1900. Mardinia ferrealis ingår i släktet Mardinia och familjen Crambidae. Inga underarter finns listade i Catalogue of Life.